# Inwendig reguliere maat
In de maattheorie, een deelgebied van de wiskunde, heet een maat inwendig regulier als de maat van een verzameling van binnenuit kan worden benaderd door gebruik te maken van compacte deelverzamelingen. 

## Definitie
Laat {\displaystyle (X,T)} een Hausdorff topologische ruimte zijn en {\displaystyle \Sigma } een σ-algebra op {\displaystyle X} die de topologie {\displaystyle T} bevat (zodat elke open verzameling een meetbare verzameling is en {\displaystyle \Sigma } tenminst zo fijnmazig is als de borel-σ-algebra op {\displaystyle X}). 
Een maat {\displaystyle \mu } op de meetbare ruimte {\displaystyle (X,\Sigma )} wordt inwendig regulier genoemd, als voor elke meetbare verzameling {\displaystyle A\in \Sigma } geldt dat: 
{\displaystyle \mu (A)=\sup\{\mu (K)|K{\text{ compact}},K\subseteq A\}}